# 頭孢他啶/阿維巴坦
頭孢他啶/阿維巴坦（英語：Ceftazidime/avibactam）以Avycaz等商品名於市面上銷售，是一種固定劑量複方藥物，由頭孢他啶（一種頭孢菌素抗生素）和阿維巴坦（一種β-內酰胺酶抑制劑）聯合組成。用於治療複雜的腹腔內感染、泌尿道感染及肺炎。但僅在其他治療選項不合適時才建議使用。此藥物是透過靜脈輸注方式給藥。
使用後常見的副作用有噁心、發燒、肝臟問題、頭痛、睡眠困難和輸注部位疼痛。嚴重副作用有過敏反應、癲癇發作和艱難擬梭菌相關腹瀉。雖然看似個體在懷孕期間使用似乎對於胎兒相對安全，但在此尚未有充分的研究。有腎臟問題的患者應調整劑量。頭孢他啶的作用是干擾細菌細胞壁的建構，而阿維巴坦的作用是防止頭孢他啶遭到降解。
此複方藥於2015年在美國和歐盟獲得批准用於醫療用途。目前已被納入世界衛生組織基本藥物標準清單之中。據報導已出現越來越多抗藥性的案例，其中在美國、希臘和義大利報告的案例有80%的佔比。

## 醫療用途
頭孢他啶/阿維巴坦用於治療某些多重抗藥性革蘭氏陰性菌感染，包括：
- 複雜腹腔內感染。對這些病症，通常會與甲硝唑結合使用，後者可用於治療厭氧病原體。[7]
- 成人複雜性泌尿道感染，包括急性腎盂腎炎（英语：pyelonephritis）。
- 院內感染性肺炎（英语：Hospital-acquired pneumonia）和呼吸器相關細菌性肺炎（英语：ventilator-associated bacterial pneumonia）。[11]

### 抗菌活性
由於有菌類會產生β-內酰胺酶，另外也存在廣泛的抗藥性，因而單獨使用頭孢他啶對於許多細菌感染幾乎沒有或是完全無法發揮作用（牽涉的有嗜血桿菌屬、莫拉氏菌屬和奈瑟菌屬，以及鮑氏不動桿菌引起的感染）。
頭孢他啶/阿維巴坦的抗菌範圍幾乎包括所有腸桿菌科細菌，包括頭孢他啶抗藥性菌株。頭孢他啶/阿維巴坦對重要的院內感染綠膿桿菌的治療活性會因綠膿桿菌除會產生β-內醯胺酶之外，還可能存在其他抗藥性而有不同變化。在治療伯克氏菌屬感染中，可觀察到阿維巴坦與頭孢他啶兩者間的協同作用。

## 不良事件
使用此藥物治療危及生命的感染時，頭孢他啶/阿維巴坦比碳青黴烯類抗生素更有可能引起嚴重的不良事件，包括腎功能惡化和消化道不良反應。

## 作用機轉
細菌對頭孢菌素的抗藥性通常是由於細菌會產生β-內酰胺酶，而導致抗生素失去活性。阿維巴坦可抑制一些（但並非全部）細菌產生的β-內醯胺酶。此外，一些細菌會透過其他機制對頭孢菌素產生抗藥性，因而阿維巴坦在此無法發揮作用。 阿維巴坦對新德里金屬-β-內醯胺酶1 (NDM-1) 不具活性。阿維巴坦可抑制肺炎克雷伯氏菌碳青黴烯酶(KPC) 和AmpC型β-內酰胺酶，此兩種酶讓細菌對其他臨床可用的β-內酰胺酶抑制劑（例如塔唑巴坦和克拉維酸）具抗藥性。

## 監管
在頭孢他啶/阿維巴坦開發過程中，它根據FDA食品藥物安全與創新法案下的"Generating Antibiotic Incentives Now"條款被指定為合格治療傳染病產品（Qualified Infectious Disease Product ）。由於當時用於治療具抗生素抗藥性細菌感染的藥物不足，FDA因而將新藥核准程序加速。